# こけぴよ
こけぴよ（KOKEPIYO）は、埼玉県を中心に活動していた女性アイドルグループである。

## 概要
埼玉県富士見市にあるミュージカル教室「椿名真子ミュージカル・ラフォーレ(HML)」にて幼少時より長期にわたりレッスンを積んでいた生徒により2009年9月に結成された。HMLの開校当初はあくまで習い事として歌や演技などを生徒に教えていて、芸能界を目指すための教室という訳ではなかったが、才能に秀でた生徒が集まるにつれ、HML主宰の椿名真子が「このまま才能のある生徒が日の目を見ないまま埋もれさせるにはあまりにも惜しい」との思いからこけぴよが結成された。なお、結成の経緯などにより、芸能活動は基本的に土日祝や夏休みなどの学校の授業がない日に限られている。
2014年2月22日放送の「関ジャニの仕分け∞」に二木が「天才歌うまキッズ」として出演し、カラオケ対決でプロ歌手に勝利しFINAL STAGEに進出した。そこでMay J.に惜しくも敗れるものの、この出演を機に注目を集める事となった。その後も2度、同番組に出演している。
また、2015年下半期の「日本ご当地アイドル活性協会が選ぶアイドルセレクト10」に選出されている。
2017年3月末をもって、株式会社ジールワールドワイドとのマネジメント契約が満了。メンバー全員が椿名ミュージカルラフォーレ(HML)の一員に戻ることとなった。

## メンバー
| 名前     | よみ          | 生年月日（年齢）       | ニックネーム         | 備考     |
| -------- | ------------- | ---------------------- | -------------------- | -------- |
| 二木蒼生 | にき あおい   | 2001年11月30日（23歳） | あおむし、あおちゃん |          |
| 諸江満奈 | もろえ まな   | 1997年8月31日（27歳）  | チェリ〜ナ           | リーダー |
| 佐山莉菜 | さやま りな   | 2000年7月3日（24歳）   | のんびりな           |          |
| 前多彩夢 | まえだ あやめ | 2001年1月17日（24歳）  | あやメロン           |          |
| 濱野彩加 | はまの さやか | 2000年9月3日（24歳）   | さやぺぺ             |          |

## 略歴
- 2009年09月 - 椿名真子ミュージカル・ラフォーレ（HML）に所属する生徒からグループ結成[1]。
- 2012年12月25日 - 芸能活動を開始[1]。
- 2013年07月24日 - 1stシングル『Little Paris Scandal』発売[12]。
- 2013年10月 - 濱野彩加が加入[13]。
- 2013年11月17日 - こけぴよおよび姉妹ユニット「自由が丘プリンセス」のメンバーからなる「新橋りぼん歌劇団」によるライブ＆ダンスイベントの第1回公演が「新橋ZEAL THEATER」にて公演される[14]。
- 2014年04月 - 所属事務所の意向により、メンバーが8人から現在のメンバー構成の5人となる[15]。(本格的な芸能活動が小学生以下には負担が大きいという考えによる[1])
- 2014年07月16日 - 2ndシングル『海カラット空カラット』発売[5]。
- 2014年11月 - 「ローソンプレゼンツ 7県合同 ジモドルフェスタキャンペーン2014 WINTER」の埼玉県代表に選出される[16]。
- 2016年2月13日 - 「勝手に埼玉応援隊」に加入[17]。
- 2017年3月5日、「忍者WARS in東京タワー」に出演[18]。
- 3月末を持ってジールとの契約を満了[10]。

## ユニット名の由来
当初年長者のユニット「スーパーこけこ〜ず」と年少者のユニット「スーパーぴよこ〜ず」の2つのユニットの集合体としてそれぞれの名前から「こけぴよ」となっていた。
その後、2014年4月のこけぴよメンバー構成変更の際に「スーパーぴよこ〜ず」のメンバーがこけぴよから外れ、事実上こけぴよ=スーパーこけこ〜ずとなったが、こけぴよの名称が継続して使用されている。(スーパーこけこ〜ずという名称は現在使用されていない。)

## ディスコグラフィ

### シングル
| #  | 発売日         | タイトル             | 収録曲                                                                       | 形態 | 規格品番  |
| -- | -------------- | -------------------- | ---------------------------------------------------------------------------- | ---- | --------- |
| 01 | 2013年07月24日 | Little Paris Scandal | Little Paris Scandal かけめぐるエンジェル パパを卒業しないでね Dear my tiara | CD   | TSRE-0002 |
| 02 | 2014年07月16日 | 海カラット空カラット | 海カラット空カラット Believe〜人魚のように〜 Heart the forever               | CD   | KOKE-1001 |

### アルバム
- 『COMPILATION ALBUM　2017』（2017年11月14日）

### コンピレーションアルバム
- 『Girls Pop’n Party -Idol Parade Neo-』（2014年6月11日）- こけぴよは『Planet Eyes』を収録[19]。

### 配信シングル
- 2015年04月09日 - サクラ×ストリート
- 2015年06月06日 - トキメキForever (会場限定CDでも販売)

### 会場限定CD
一般販売されているCD以外にもライブ・イベント会場のみで何度かCDが限定販売された。
- 2014年05月06日発売・名古屋遠征バージョン - 一般販売されているCDには現時点で未収録の『サクラ×ストリート』が収録されている[20]。
- 2015年01月24日発売 - 『MISTAKE』・『アリスマジック』・『SNOW SNOW SNOW〜天使からの伝言〜』の3曲を収録[21]。

## 出演

### テレビ番組
- フジテレビに出たい人TV(二木のみ、2012年6月12日、フジテレビ系列)[22]
- 関ジャニの仕分け∞(2014年2月22日[4]・2014年6月14日[7]・2014年9月6日[8]、テレビ朝日系列)
- ONGAX 〜こけプリ大集合スペシャル〜(2014年12月2日・9日・16日・23日、千葉テレビ)

### 雑誌
- B.L.T. U-17 Vol.30 (二木のみ、2014年5月9日、東京ニュース通信社)
- 月刊De☆View 2015年2月号[23](2014年12月27日 オリコン・エンタテインメント)

### ラジオ
- こけぴよ・自由が丘プリンセスのZeal Caféへようこそ (2015年4月7日 -、かずさエフエム) - 毎週火曜日19:00 - 19:30

### インターネット放送
- こけぴよの時間(WALLOP 毎月第4日曜日 2013年8月- )[24]

## ライブ・イベント

### 新橋りぼん歌劇団・新橋アイドル歌謡祭
こけぴよ及び同じ事務所に所属している自由が丘プリンセスの2組からなる『新橋りぼん歌劇団』が新橋ZEALシアターにて2013年11月17日から開催されている。

前述の2組に加え、何組かのアイドルを追加したライブ『新橋アイドル歌謡祭』が同じ新橋ZEALシアターにて2014年11月16日から行われている。
| 開催期日       | 公演タイトル            | 備考                                                       |
| -------------- | ----------------------- | ---------------------------------------------------------- |
| 2013年11月17日 | 第1回新橋りぼん歌劇団   |                                                            |
| 2013年12月15日 | 第2回新橋りぼん歌劇団   |                                                            |
| 2014年03月09日 | 第3回新橋りぼん歌劇団   | 当初は2014年2月9日に開催予定だったが、雪の影響により順延。 |
| 2014年07月13日 | 第4回新橋りぼん歌劇団   |                                                            |
| 2014年10月12日 | 第5回新橋りぼん歌劇団   |                                                            |
| 2014年11月16日 | 第1回新橋アイドル歌謡祭 |                                                            |
| 2015年02月15日 | 第2回新橋アイドル歌謡祭 |                                                            |
| 2015年05月17日 | 第3回新橋アイドル歌謡祭 |                                                            |
| 2015年06月14日 | 第6回新橋りぼん歌劇団   |                                                            |